# ヘラクレスの死 (スルバラン)
『ヘラクレスの死』（ヘラクレスのし、西: Muerte de Hércules、英: The Death of Hercules）は、スペインのバロック絵画の巨匠フランシスコ・デ・スルバランが1634年にキャンバス上に油彩で制作した絵画である。マドリードのプラド美術館に所蔵されている。ブエン・レティーロ宮殿の「諸王国の間」のために画家が描いたギリシア神話の「ヘラクレスの12の功業」を表す1０点からなる連作のうちの1点である。スルバランの画業においてこれら神話画は、同じく「諸王国の間」のために描かれた歴史画『カディスの防衛』 (プラド美術館) とともに例外的であり、貴重な作例である。

## 作品
ギリシア神話の英雄ヘラクレスは並外れた怪力を誇った半神半人で、数々の難行を果たした後、死によってオリュンポス山に迎え入れられる。もとよりヘラクレスはスペイン王家の神話的な創始者と考えられており、本作を委嘱したスペイン王フェリペ4世の曽祖父・神聖ローマ皇帝カール5世もハプスブルク家の力の象徴として用いた。とりわけ、プロテスタントやヨーロッパ諸国との争いの渦中にあった17世紀には、獣や怪物を打ち倒すヘラクレスの姿が戦争におけるスペイン王国の勝利のイメージと重ねられた。神話の英雄は、悪に打ち勝つ君主の力と美徳の象徴と見なされたのである。
ヘラクレスはヘラの怒りを買い、発狂させられてしまう。そして自分の子を敵と思い、1人残らず殺してしまうが、正気に返った後、自身が犯した罪に愕然とし、どうすれば罪を償えるかアポローンの神託に尋ねた。すると「ティリュンス王エウリュステウスの臣下となり、王の命じる10の難行をやり遂げよ」と命じられた。
本作『ヘラクレスの死』は、10点の「ヘラクレスの功業」連作中でも目立った挿話の1つである。ケンタウロス族の1人ネッソスはヘラクレスの妻デーイアネイラ誘拐しようとしたとき、ヘラクレスによりヒュドラの毒に浸した矢で殺された。画面の背景には、今まさに矢に射られたネッソスのおぼろげな姿が見える。ネッソスは死の間際、デイアネイラに「ヘラクレスが浮気をしたときは、私の血を彼の肌着に塗って着せるといい。そうすれば、彼の愛情は必ず取り戻せるだろう」といった。その後、ヘラクレスはオイカレアの女王イオレーを愛人とした。これを嘆いたディアネイラはネッソスの言葉を思い起こし、ネッソスの血をヘラクレスの肌着に塗った。その血にはヒュドラの毒が入っていたため、肌着を知らずに身に着けたヘラクレスの身体にはたちまち毒が回り、彼は激しい苦しみに襲われた。最後の時を悟った彼はオイタ山の頂上に赴き、そこで自らを火葬に処した。 火はヘラクレスの中の人間の部分を殺したが、ユーピテルの命と他のすべての神々の同意により彼は天国であるオリュンポス山 (オリュンポス十二神の居所) に昇り、神となった。
ヘラクレスの白い衣服はスルバランが精緻に描いた宗教的衣服を想起させる。また、本作が「諸王国の間」の床からから3メートルの高さに掛けられたということを考慮すれば、ヘラクレスの頭部の細部描写には驚くべきものがある。スルバランは、ヘラクレスの断末魔の苦しみを16世紀のフランスの画家ガブリエル・サルモン (Gabriel Salmon) の同主題の木版画にもとづいて表している。しかし、彼は様々な方法でサルモンの図式的な版画に生気を吹き込んでいる。特に重要なのは色彩の利用である。背景となっている暗緑色は、ヘラクレスの燃える衣服の黄色がかったオレンジ色を見事に引き立てている。さらにヘラクレスの身体を正面から斜め向きに変えているため、彼の絶望的な身振りの激しさはいっそう強められている。この身体の向きの変更は、スルバランが明暗のコントラストを利用して場面の効果を高めることを可能にした。画家は劇的なものに思いがけない才能を発揮して、新しい課題の挑戦に応えている。